# Vinčacultuur
De Vinčacultuur (spreek uit: Vintsja) is een archeologische cultuur uit het neolithicum tot vroege kopertijd, die tussen het 6e en het 3e millennium v.Chr. over Servië en delen van Roemenië en Bulgarije verbreid was. Volgens een omstreden theorie zouden hier op aardewerk gevonden tekens het oudste schrift van de mensheid zijn. De cultuur leverde ook enige van de vroegste bewijzen voor de productie van koper en zelfs brons.
De cultuur is genoemd naar Vinča, een voorstad van Belgrado waar vanaf 1908 belangrijke vindplaatsen van deze cultuur werden opgegraven. Een andere belangrijke vindplaats is Turdas in Transsylvanië.

## Ontdekking
De Vinčacultuur ontleende haar naam aan de opgravingen bij het gelijknamige Donau-oeverdorp 14 km stroomafwaarts vanaf Belgrado, waar in 1908 de grootste en belangrijkste Oost-Europese nederzetting uit het neolithicum werd ontdekt door Miloje M. Vasić, de eerste geschoolde archeoloog in Servië. Dankzij de onuitputtelijke inzet en energie van Vasić werd het centrale gedeelte van Vinča tussen 1918 en 1934 uitgegraven. Met onderbrekingen door oorlog en financiële complicaties, maar ook geholpen door het Archeologisch Instituut van tsaristisch Rusland en de Britse weldoener Charles Hyde, groef Vasić een grote verzameling prehistorische voorwerpen op die zich thans bevinden in de collecties van musea en universiteiten verspreid over de hele wereld.
Omstreeks 1930 heeft ook de Australische archeoloog Vere Gordon Childe hier opgravingen verricht.
Men ging er in die tijd van uit dat de Vinčacultuur rond de 2700 v.Chr. begon. Maar door koolstofdatering van de Tartariatabletten die in 1961 door Nicolae Vlassa in Tărtăria in Roemenië waren gevonden moest men die datum terugschuiven tot voor 4000 voor Chr. Al in het 6e millennium v.Chr. vestigden de kolonisten van Vinča zich in de centrale Balkan.

## Architectuur
In de oudste lagen werden leemhutten met tentdaken ontdekt waarin de bewoners van de voorafgaande Starčevocultuur woonden en hun doden begroeven.
Tijdens de Vinčacultuur werden op de grond huizen gebouwd uit hout met leem bestreken. Deze huizen bezaten een complexe architecturale inrichting in meerdere kamers. Ze waren noordoost - zuidwest georiënteerd, met straten ertussen. Dit betekent dat de oudste stedelijke vestiging in Europa in Vinča is ontstaan, en dat deze zelfs ouder is dan de steden van Mesopotamië en Egypte. Als gevolg van belangrijke economische ontwikkelingen werden echte metropolen gecreëerd in de Centrale Balkan, namelijk Divostin, Potporanj, Selevac, Pločnik en Predionica.

## Economie
Het is een typische neolithische cultuur, die hoofdzakelijk berustte op akkerbouw (eenkoorn, emmertarwe, gerst, linzen en vlas) en veeteelt (rund, schaap, geit en zwijn). Hiernaast hielden de bewoners zich bezig met jagen, vissen en het verzamelen van wilde planten (noten).
Overschot van productie leidde tot handel met de buurtregio's, vanwaar dan zout, obsidiaan en schelpen werden betrokken. Deze laatste werden gebruikt als sieraad, maar ook om bijvoorbeeld verfstoffen in te bewaren, meestal okerpoeders. De plaatselijke productie van keramiek bereikte een hoog artistiek en technisch niveau, en bereikte een graad van kwaliteit die nog millennia erna niet werd overtroffen. Er werden ook voorwerpen uit been, hoorn en steen gemaakt, ten teken van het hoge peil van vaardigheid en ambachtelijkheid van de handwerklieden die gereedschappen produceerden voor alle takken van de Vinča-economie.

## Spiritueel leven

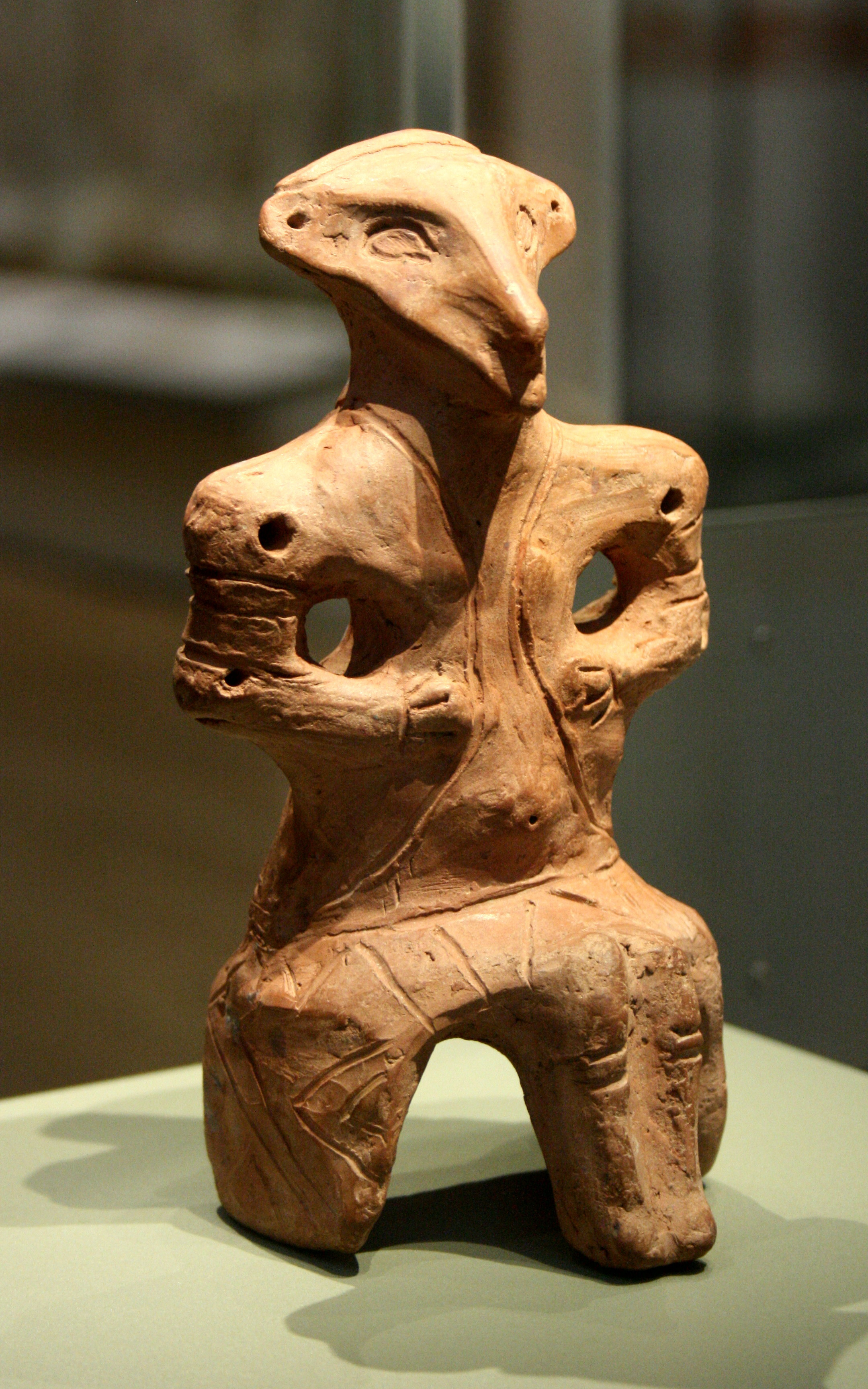
Zittende figuur, British Museum, London

Uit het enorme aantal cultusvoorwerpen (figuurtjes, offerschalen, schalen in de vorm van mensen en dieren) blijkt dat de neolithische mensen van Vinča veel belang hechtten aan hun spiritueel leven.
Het aantal antropomorfe beeldjes overtreft het totale aantal van vergelijkbare beeldjes uit de Cycladische beschaving: in Vinča alleen al meer dan 1000. Op deze voorwerpen wordt het leven uitgebeeld als de belichaming van de cyclussen van leven en dood van de natuur, gepaard met de wens om de gunst van moeder natuur te ontvangen of om haar gunstig te stemmen met het oog op de overleving.
In Transsylvanië werden modellen van heiligdommen gevonden met een complexe architectonische samenstelling, die een idee geven van de rituelen die erin plaatsvonden. Op de beeldjes en schalen die gevonden zijn in de hele streek van Gornja Tuzla tot Tărtăria staan votieftekens, die door sommigen als een voorloper van schrift worden opgevat.

## Vinčaschrift

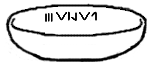
Tekening van een keramische schaal opgegraven bij Vinča

Evenmin onomstreden is de interpretatie van het grote aantal tekens die worden aangetroffen op aardewerken potten, spinklossen en beeldjes van deze cultuur. Doorgaans staat er op die voorwerpen een enkel teken, maar soms zijn het er diverse achtereen.
Volgens sommige geleerden zouden deze tekens louter "eigendomsmerken" zijn, anderen menen dat het hier om een echt schrift gaat.
Onlangs deed de onderzoeker Toby Griffen een poging tot ontcijfering, waarbij hij ervan uitgaat dat het een beeldschrift zou zijn. Een bepaalde sequentie van tekens zou volgens hem betekenen: "De berengodin is de vogelgodin, is de berengodin". Daarmee zou men willen zeggen dat twee vrouwelijke natuurgodinnen in feite een en dezelfde zijn. De meeste archeologen staan echter sceptisch tegenover deze "ontcijfering".
Als het inderdaad om een schrift zou gaan, zou dat betekenen dat er in het Balkangebied al duizend jaar voor de Sumeriërs een schrift zou hebben bestaan.

## Metallurgie
In 2007 werd in Pločnik een koperwerkplaats met een oven en koperen gereedschappen voorlopig gedateerd op 5500 v.Chr. Indien correct, zou dit betekenen dat de kopertijd in Europa 500 jaar of eerder zou kunnen zijn begonnen dan eerder werd gedacht. In een onderzoek dat in december 2013 werd gepubliceerd, werd melding gemaakt van de ontdekking in Pločnik van een tinbronzen folie daterend uit ca. 4650 v.Chr. Dit was het oudste tinbrons dat tot dan toe ter wereld is gevonden.

## Verval

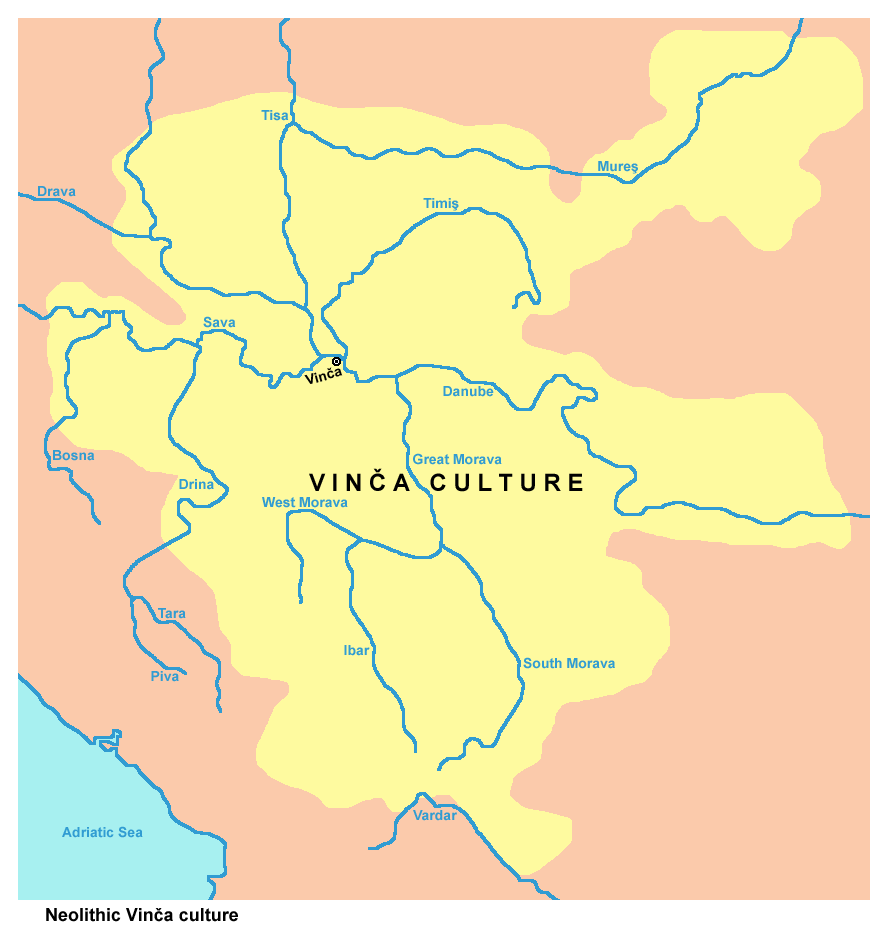

In het midden van het 4e millennium (rond 3500 v.Chr.) onderging de hele regio van de Vinčacultuur een zekere stagnatie, waarna ernstige crises volgden met een terugval in de culturele en economische ontwikkeling. Nomadische veehoudende volken die al geruime tijd koperen wapens droegen kwamen vanuit het noorden en het oosten opdagen. Later werden zowat alle Vinčanederzettingen overrompeld en in brand gestoken, zodat de overblijvende bevolking zich langs de rijkste koperaders terugtrok tot diep in de bergen, waar ze enigszins beschermd waren.
Vervolgens werd de site van Vinča ingenomen door bronstijdvolken van de Badencultuur. Zij bleven maar kort, maar lieten uitzonderlijke werken van spirituele cultuur na, vooral de antropomorfe standbeeldjes van de Badencultuur die enkel in Vinča in zulke hoeveelheden zijn aangetroffen.
Van 3000 tot 2200 v.Chr. werd het gebied bezet door de Vučedolcultuur.